# Філократ
Філократ (дав.-гр. Φιλοκράτης; IV століття до н. е. — IV століття до н. е.) — давньогрецький оратор і політик Афін. На його честь названо мирний договір — Філократів мир — який був укладений македонським царем Філіпом II та Афінами після того, як у 348 році до н. е. Філіппом II було зруйновано місто Олінф.

## Біографія
Коли Філіп II Македонський спустошив місто Олінф у 348 році до н. е., він захопив у полон кількох афінських громадян. Друзі деяких з них вимагали надіслати посла для переговорів про їх викуп, і це прохання підтримали Філократ і Демосфен. Філократ також висунув одноголосно прийняту пропозицію, яка дозволила Філіпу послати вісника та послів до Афін для укладання миру з містом. З цієї причини Есхін звинуватив Філократа у виданні незаконного указу, проте Демосфен захистив його та виправдав. Потім Філократ встановив, що для ведення переговорів з македонським царем має бути призначено десять послів, і сам приєднався до делегації, яка в 346 році до н. е. уклала мир із македонянами.
У тому ж році, коли македонські посли прибули до Афін, Філократ запропонував надати Філіпу все, що він забажає, і прямо виключити з договору фокідців та Керсеблепта. Однак проти цієї пропозиції виступили і Есхін, і Демосфен, тому Філократ був змушений відмовитись від нього. Він також увійшов до другої делегації, яка була надіслана для отримання від Філіпа ратифікації угоди. Під час поїздки Демосфен спробував поширити слух серед народу про погані наміри Філіпа щодо фокідців. Тим не менш, Філократ приєднався до Есхіна з приводу того, щоб переконати населення не вірити твердженням Демосфена.
Потім Філократ запропонував указ, в якому, окрім звеличення справедливості уряду Філіпа та поширення договору на його наступників, було оголошено, що, якщо фокідці не здадуть храм Амфітіонів, афіняни змусять їх зробити це. Таким чином, Філократ виконував інтереси Пилипа, можливо, будучи підкупленим, і в обмін на свою зраду він отримав бранців з Олінфа та земель Фокіди. Коли він хизувався своїм новим багатством і жив у розкоші, підозри щодо його раптового добробуту зростали.
344 року до н. е. Демосфен у своїй другій філіппіці звернув увагу афінян на те, як вони були обдурені Есхіном та Філократом, але не згадав їхні імена. Останній, мабуть, відчував загрозу і в тому ж році або на початку наступного, щоб виставити себе в кращому світлі перед народом, виступив із указом, в якому скаржився Філіпу на захоплення деяких афінських кораблів одним із його навархів.
343 року до н. е. Гіперід звинуватив Філократа у корупції. Філократ після попереднього засудження еклесія не став чекати продовження ісангелії і вирішив залишити країну; він був заочно засуджений до страти. Дещо відомо про наступні роки життя Філократа, проте Демосфен згадує його як людину, яка напала на нього з хибними звинуваченнями в 338 р. до н. е.., після битви при Херонеї, що може вказувати на його повернення; проте Есхін все ще згадує його як вигнаного 330 р. до н. е., що може означати, що Філократ представляв для Демосфена швидше віддалену небезпеку, ніж фізичну загрозу через їхню минулу близькість.